# Марджорі Кокс Кроуфорд
Марджорі Кокс Кроуфорд (англ. Marjorie Cox Crawford; 1903 — 1983) — колишня австралійська тенісистка.
Перемагала на турнірах Великого шолома в змішаному парному розряді.

## Фінали турнірів Великого шолома

### Одиночний розряд: 1 (1 поразка)
| Результат | Рік  | Турнір              | Покриття | Суперниця       | Рахунок       |
| --------- | ---- | ------------------- | -------- | --------------- | ------------- |
| Поразка   | 1931 | Чемпіонат Австралії | Трава    | Корал Баттсворт | 6–1, 3–6, 4–6 |

### Парний розряд: 3 (1–2)
| Результат | Рік  | Турнір              | Покриття | Партнерка           | Суперниці                              | Рахунок       |
| --------- | ---- | ------------------- | -------- | ------------------- | -------------------------------------- | ------------- |
| Поразка   | 1926 | Чемпіонат Австралії | Трава    | Дафне Акгерст       | Есна Бойд Мерил О'Гара Вуд             | 3–6, 8–6, 3–6 |
| Поразка   | 1930 | Чемпіонат Австралії | Трава    | Сільвія Ланс-Гарпер | Емілі Гуд Вестакотт Маргарет Моулсворт | 3–6, 6–0, 5–7 |
| Перемога  | 1932 | Чемпіонат Австралії | Трава    | Корал Баттсворт     | Катлін Ле Мессурієр Дороті Вестон      | 6–2, 6–2      |

### Мікст: 5 (3–2)
| Результат | Рік  | Турнір              | Покриття | Партнер       | Суперник і суперниця             | Рахунок         |
| --------- | ---- | ------------------- | -------- | ------------- | -------------------------------- | --------------- |
| Поразка   | 1929 | Чемпіонат Австралії | Трава    | Джек Кроуфорд | Дафне Акгерст Едґар Мун          | 6–0, 7–5        |
| Поразка   | 1930 | Чемпіонат Австралії | Трава    | Джек Кроуфорд | Нелл Голл-Гопман Геррі Гопмен    | 9–11, 6–3, 3–6  |
| Перемога  | 1931 | Чемпіонат Австралії | Трава    | Джек Кроуфорд | Емілі Гуд Вестакотт Обрі Віллард | 7–5, 6–4        |
| Перемога  | 1932 | Чемпіонат Австралії | Трава    | Джек Кроуфорд | Нелл Голл-Гопман Дзіро Сато      | 6–8, 8–6, 6–3   |
| Перемога  | 1933 | Чемпіонат Австралії | Трава    | Джек Кроуфорд | Марджорі Ґладман Елсворт Вайнс   | 3–6, 7–5, 13–11 |

## Часова шкала турнірів Великого шлему в одиночному розряді
| W | Ф | ПФ | ЧФ | #Р | КТ | К# | DNQ | A | NH |

| Турнір               | 1925  | 1926  | 1927  | 1928  | 1929  | 1930  | 1931  | 1932  | 1933  | Career SR |
| -------------------- | ----- | ----- | ----- | ----- | ----- | ----- | ----- | ----- | ----- | --------- |
| Чемпіонат Австралії  | ЧФ    | ПФ    | ЧФ    | 2р    | ПФ    | ЧФ    | Ф     | ЧФ    | 2р    | 0 / 9     |
| Чемпіонат Франції    |       |       |       |       |       |       |       |       | 2р    | 0 / 1     |
| Вімблдонський турнір |       |       |       |       |       |       |       | 1р    |       | 0 / 1     |
| Чемпіонат США        |       |       |       |       |       |       |       |       |       | 0 / 0     |
| SR                   | 0 / 1 | 0 / 1 | 0 / 1 | 0 / 1 | 0 / 1 | 0 / 1 | 0 / 1 | 0 / 2 | 0 / 2 | 0 / 11    |